# Аль-Аббас ибн Амр аль-Ганави
Аль-Аббас ибн Амр аль-Ганави (араб. العباس بن عمرو الغنوي‎; умер в 917) — арабский военачальник и аббасидский наместник. Известен благодаря поражению и захвату в плен карматами в 900 году.

## Биография
Аль-Аббас, скорее всего, родился в районе Дияр Мудара аль-Джазиры. Он начал военную карьеру на службе у Аббасидов. В первых упоминания о аль-Аббасе сообщается, что он был одним из участников похода против непокорных арабских племен в Ираке. В следующем году халиф аль-Мутадид назначил его наместником аль-Бахрейна и Ямамы и приказал усмирить карматов, возглавляемых Абу Саидом Джаннаби. Для борьбы с карматами, оккупировавшими большую часть провинции аль-Бахрейн, включая аль-Катиф, перед отъездом из Басры аль-Аббас собрал армию из солдат регулярной армии, воинов-бедуинов и добровольцев.
Вскоре войска аль-Аббаса встретилась с карматами и вступили с ними в бой. Первый день боёв закончился ничем, но вечером бедуины и добровольцы отказались от похода и вернулся в Басру. На следующее утро, оба войска возобновили боевые действия, и истощенные войска аль-Аббаса были наголову разбиты; он и семьсот его бойцов были вынуждены сдаться. На следующий день после боя, Абу Саид распорядился казнить всех пленных солдат, и освободить аль-Аббаса, который должен был предупредить халифа о бесполезности противодействию карматов. Аль-Аббас вернулся в Ирак и был вознагражден аль-Мутадид за его усилия.
После его неудачной кампании аль-Аббас остался на военной службе. В 902 году выступил в поход под командованием Бадра аль-Мутадиди. Когда Бадр впал в немилость к новому халифу аль-Муктафи, Аль-Аббас был одним из нескольких командиров, которые выполнили приказ халифа покинуть Бадра и вернуться в Багдад. В 908—909 годах был наместником Кума и Кашана. Возможно, он был участником кампании, проведённой Мунисом аль-Хадимом по обороне Египта против Фатимидов в 914—915 годах. Его последней должностью был пост наместника Дияр Мудара, на котором он сменил умершего Васифа ибн аль-Буктамири. Умер в 917 году.